# Strage di Duisburg
La strage di Duisburg o strage di Ferragosto (o dell'Assunta) è stato un omicidio multiplo commesso a Duisburg, in Germania, il 15 agosto 2007. Il fatto avvenne davanti a un ristorante italiano e venne commesso da criminali affiliati alla 'Ndrangheta.

## Storia
L'eccidio venne compiuto da affiliati alla 'ndrina dei Nirta-Strangio, contro la 'ndrina dei Pelle-Vottari, quale ultimo atto della faida di San Luca che imperversava tra i clan dal 1991 e che si fermò, ma riesplose con il tentato omicidio di Francesco Pelle, che sua volta si vendicò uccidendo Maria Strangio. Perciò, I'eccidio di Duisburg fu una risposta terrificante all'uccisione di Maria Strangio.  
Le sei vittime sono state notate da un passante intorno alle 2:30, quattro in una Volkswagen Golf, le altre due in un furgone Opel. Cinque erano già decedute, mentre la sesta morì durante il trasporto in ospedale. Cinque delle persone uccise erano originarie della provincia di Reggio Calabria, mentre uno di loro era originario di Corigliano Calabro.
Secondo le analisi degli investigatori il crimine doveva essersi consumato intorno alle 2:24 di notte, una stima basata su quanto riferito da un testimone oculare che aveva visto due persone allontanarsi dal luogo del delitto.
Nel locale si stava cenando e festeggiando il diciottesimo compleanno di una delle vittime, Tommaso Venturi. Usciti dal ristorante, i sei erano saliti sulle auto, quando i sicari sono entrati in azione. Nella sparatoria che ne è seguita sono stati esplosi almeno 70 colpi. Al termine della sparatoria gli assassini hanno sparato un colpo in testa a ciascuna vittima, per assicurarsi della loro morte.

### Elenco delle vittime
- Tommaso Venturi, 18 anni, originario di Corigliano Calabro (provincia di Cosenza);
- Francesco Giorgi, 16 anni, originario di San Luca (provincia di Reggio Calabria);
- Francesco Pergola, 22 anni, originario di Siderno (prov. di Reggio Calabria);
- Marco Pergola, 20 anni, originario di Siderno (prov. di Reggio Calabria);
- Marco Marmo, 25 anni, originario di San Luca (prov. di Reggio Calabria);
- Sebastiano Strangio, 39 anni, originario di San Luca (prov. di Reggio Calabria). Chef e proprietario del ristorante, affiliato alla 'ndrina Pelle-Vottari, non alla Strangio.

## Le indagini
Le indagini, dopo la strage, sono iniziate subito con la collaborazione tra la polizia tedesca (Bundeskriminalamt), i Carabinieri e la polizia italiana (Interpol di Roma, Questura di Reggio Calabria).
Nei giorni immediatamente successivi viene divulgato un possibile identikit di uno di due uomini visti fuggire dal ristorante: un uomo dall'età apparente di 20-30 anni, magro, alto circa un metro e ottanta, con capelli neri corti, due lunghe basette e un grosso neo sotto l'occhio destro.
Si pensa che l'obiettivo principale fosse Marco Marmo, sospettato di avere custodito le armi servite per l'omicidio di Maria Strangio, moglie di Giovanni Nirta, ma anche responsabile di un traffico di armi con la ex Jugoslavia.
Si è pensato che in quei momenti si stesse svolgendo una festa di compleanno, ma il ritrovamento di un santino bruciacchiato nella tasca dei pantaloni di Tommaso Venturi ha fatto pensare piuttosto a un rito di affiliazione tipico della mafia calabrese.
Inizialmente, la polizia tedesca aveva ipotizzato anche una pista investigativa legata a problemi interni al clan Pelle-Vottari, un'ipotesi che in seguito è stata esclusa.

## Conseguenze
- Il 21 agosto 2007 nasce Mafia? Nein danke! (in italiano, Mafia? No grazie!), un movimento antimafia nato in Germania. L'idea è partita da Laura Garavini[8][9], e le aziende aderenti si sono impegnate a non assumere persone con precedenti mafiosi e nel contempo a rifiutare, denunciare e combattere qualunque tentativo d'estorsione.[10]
- Il 23 agosto 2007 si sono svolti a San Luca i funerali delle vittime[11][12][13].
- Il 30 agosto 2007, a San Luca, in una maxioperazione, denominata Fehida, che ha coinvolto quasi 500 tra agenti di polizia e carabinieri, vengono arrestati 30 esponenti delle cosche[14][15][16][17] tra cui i presunti mandanti ed esecutori dell'agguato compiuto il 25 dicembre 2006 per l'omicidio di Maria Strangio, l'atto precedente alla Strage di Duisburg. Tra gli arrestati vi era Giovanni Strangio (omonimo di uno dei presunti responsabili) che, assieme al fratello Sebastiano Strangio, una delle vittime, era gestore e comproprietario del ristorante "Da Bruno", e aveva fatto perdere le proprie tracce subito dopo la strage.
- Il 31 agosto viene rivelata una intercettazione telefonica relativa a una telefonata che aveva avuto luogo lo stesso giorno della strage tra Giovanni Strangio, fratello dell'appena ucciso Sebastiano, e Achille Marmo, fratello dell'ucciso Marco, nella quale viene comunicato quanto accaduto e si ricerca immediatamente la presenza di Antonio Pelle, detto La mamma usando il suo soprannome[18]:

AM: "No, è fuori di casa...." 
GS. "Vai a dirglielo... vai...." e inizia a piangere. 
AM: "Che c'è?". 
GS: "È morto mio fratello, è morto mio nipote, è morto tuo fratello, sono morti tutti..."»
- Il 12 ottobre 2007 viene arrestato il capobastone Francesco Vottari.[19]
- Il 18 dicembre dello stesso anno viene annunciato l'arresto dei presunti fiancheggiatori della Strage: Domenico Nirta, 24 anni, Domenico Pizzata, 30 anni, di Locri e, in Germania, con la collaborazione della BKA, Antonio Rechichi, 21 anni, e Luca Liotino, 35 anni, quest'ultimo un pugliese originario di Casamassima.[20]
- Il 9 febbraio 2008 viene trovato un bunker, a San Luca, nell'abitazione di un familiare di Francesco e Giuseppe Nirta: coinvolti nell'inchiesta Fehida, sarebbero in rapporti di parentela con Giovanni Strangio, uno dei presunti autori della strage di Ferragosto.[21][22][23]
- Il 10 aprile 2008 la corte di Duisburg rifiuta il sequestro di tre pizzerie, tra cui quella della strage, e di due appartamenti appartenenti alle cosche, proposto dalla Direzione Distrettuale Antimafia di Reggio Calabria, e accolta dal gip di Reggio Calabria, Natina Pratticò.[24][25]
- Il 12 marzo 2009 viene arrestato ad Amsterdam Giovanni Strangio, ideatore della strage di Duisburg, annoverato tra i 30 latitanti più ricercati dalle forze italiane. Insieme a lui viene arrestato Francesco Romeo, inserito tra i 100 latitanti più ricercati dalle forze dell'ordine italiane.[26][27]
- L'11 febbraio 2010, nel corso dell'operazione Fehida 3, diretta dalla squadra mobile di Reggio Calabria, vengono arrestati a San Luca Giuseppe e Sebastiano Nirta della cosca Nirta-Strangio, gli ultimi due presunti partecipanti alla strage.[28]
- Il 20 aprile 2013 viene arrestato Sebastiano Strangio, fratello di Maria Strangio, moglie di Gianluca Nirta[29].
- Il 20 settembre 2013 viene catturato Francesco Nirta in un lussuoso appartamento a Nieuwegein, nei Paesi Bassi. Lo attende una condanna all'ergastolo.[30]
- Il 22 marzo 2017 viene arrestato in contrada Ricciolino a Benestare Santo Vottari, fratello di Francesco Vottari, latitante da 8 anni e coinvolto sia nell'omicidio di Maria Strangio che nella faida di Duisburg.[31]
- Il 27 dicembre 2017 dall'indagine della strage di Duisburg scaturisce l'arresto di Antonio Strangio.[32]
- L'11 febbraio 2019 la Corte d'appello di Reggio Calabria condanna all'ergastolo Sebastiano Nirta per omicidio plurimo, possesso di armi dopo che la Corte di cassazione aveva rinviato a questo giudizio la precedente assoluzione dall'omicidio e la condanna per associazione mafiosa comminata nella precedente corte d'appello.[33][34]

## Processo

### Sentenza di primo grado
Il 12 luglio 2011 la Corte d'Assise di Locri ha emanato la sentenza di primo grado riguardante la strage di Duisburg in cui sono stati condannati all'ergastolo i seguenti imputati: Giovanni Strangio, Gianluca Nirta, di 42 anni, Francesco Nirta, Giuseppe Nirta, detto Peppe u versu, di 71 anni, Francesco Pelle, detto Ciccio Pakistan, di 34 anni, Sebastiano Romeo, di 34 anni, Francesco Vottari, detto Ciccio u Frunzu, di 40 anni, e Sebastiano Vottari, detto il Professore, di 28 anni.
Gli altri condannati, per i quali era stata chiesta una pena di 25 anni di reclusione, sono: Antonio Carabetta, condannato in primo grado a 9 anni e assolto con formula piena in grado di appello, sua figlia Sonia, condannata anch'essa a 9 anni, e Antonio Pelle, condannato a 12 anni di reclusione. Quest'ultimo è divenuto latitante il 15 settembre 2011 quando, ricoverato presso l'ospedale di Locri e già in stato di arresto, si è potuto allontanare inosservato. Per il suo ricovero non era stata predisposta alcuna forma di sorveglianza. Verrà ritrovato dopo 5 anni in un nascondiglio celato tra le mura di casa e tratto nuovamente in arresto.
Nel processo sono stati assolti tre imputati: si tratta di Sebastiano Strangio, per il quale era stato chiesto l'ergastolo, di Antonio Rechichi e di Luca Liotino.
Dopo una nuova indagine della DDA di Reggio Calabria, che ha rilevato in una Renault Clio, che secondo gli inquirenti sarebbe una delle due auto che ha ospitato gli esecutori, il DNA di Sebastiano Nirta, il 1º dicembre 2013, la Corte d'Assise di Locri ha condannato Sebastiano Nirta (anni 42) alla pena dell'ergastolo, assolvendo suo cugino Giuseppe "Charlie" Nirta e condannando quest'ultimo a 12 anni di reclusione per associazione mafiosa. La sentenza è stata letta dal Presidente supplente della Corte di Assise Alfredo Sicuro in un clima tesissimo, tra le proteste dei parenti degli imputati; presente anche il Vice Procuratore aggiunto di Reggio Calabria Nicola Gratteri. Due dei quattro esecutori della strage sono stati condannati, ma le indagini proseguiranno per risalire alla ricostruzione completa degli eventi.

### Sentenza della Corte d’Assise d’appello
Il 26 maggio 2014 la Corte d’Assise d’appello di Reggio Calabria dichiara colpevoli e condanna all'ergastolo: Giovanni Strangio quale ideatore e sicario della strage, Francesco Nirta, Giuseppe Nirta, detto Peppe u Versu, Sebastiano Vottari, detto Il professore, Francesco Vottari, detto Ciccio u Frunzu, e Francesco Pelle, detto Ciccio Pakistan. Condannato invece a 12 anni di carcere Antonio Pelle, a 9 anni Sonia Carabetta e Sebastiano Nirta a 12 anni, solo per associazione mafiosa, e assolvendolo dall'omicidio. 
Ridotta la pena a Giovanni Luca Nirta, marito di Maria Strangio, dall'ergastolo a 14 anni di carcere e Sebastiano Romeo a 12 anni di carcere. 
Assolto, infine, Antonio Carabetta.

### Sentenza della Corte di Cassazione
Il 16 maggio 2016 la Corte di cassazione decide di condannare definitivamente all'ergastolo: Giovanni Strangio quale ideatore e autore della strage, Francesco Nirta, Giovanni Nirta, Sebastiano Vottari e Francesco Vottari. Assolti: Antonio Pelle e Sonia Carabetta.
Infine, Francesco Pelle e Sebastiano Nirta vengono rinviati alla Corte d'Appello, a quest'ultimo sono confermati i 12 anni di carcere.

### Rinvio alla Corte d'Appello
Il 6 febbraio 2017 reinizia il processo d'appello per Sebastiano Nirta (1971), accusato di pluriomicidio e detenzione di porto d'armi, condannato in primo grado all'ergastolo, in secondo grado a 12 anni di carcere e annullata con rinvio in appello al terzo grado. 
L'11 febbraio 2019 la Corte d'Appello di Reggio Calabria lo condanna all'ergastolo. 
Il 10 novembre 2020 la Cassazione conferma in via definitiva la condanna all'ergastolo per Nirta.

## Influenza culturale

### Televisione
- Duisburg - Linea di sangue, film TV diretto da Enzo Monteleone, in onda su Rai 1 (22 maggio 2019)[52]
- Die Spur der Mörder (2019) - Film del regista Urs Egger andato in onda sul canatale televisivo arte[53]
- Gomorra - Stagione 2 - Episodio 2 "Lacrime e Sangue" Nell'episodio la strage si consuma a Colonia.

### Letteratura
- Il romanzo Crimine infinito di Cristiano Barbarossa e Fulvio Benelli si apre con la Strage di Duisburg.